# Mandubier
Die Mandubier (lateinisch Mandubii) waren ein Zusammenschluss keltischer Stämme, die auf dem Gebiet des heutigen Burgund und Département Jura lebten. Südlich grenzte der Stamm der Haeduer an ihr Gebiet an. Alesia war die Hauptstadt der Mandubier und 52 v. Chr. Ort der Entscheidungsschlacht zwischen Caesar und Vercingetorix im  Gallischen Aufstand 52 v. Chr. Nur von Caesar und Strabon erwähnt, dürften die Mandubier in den Haeduern aufgegangen sein.